# Oligodon cyclurus
Oligodon cyclurus är en ormart som beskrevs av Cantor 1839. Oligodon cyclurus ingår i släktet Oligodon och familjen snokar. IUCN kategoriserar arten globalt som livskraftig.
Arten förekommer i Sydostasien från Indien, Nepal och södra Kina till Vietnam. Honor lägger ägg.

## Underarter
Arten delas in i följande underarter:
- O. c. cyclurus
- O. c. smithi